# 離心脫泡機
離心脫泡機，主要用途為針筒型膠類脫泡使用，針筒包裝的膠類多以紅膠、散熱膏、紫外線UV固化膠、環氧樹脂、矽油以及工業生產等廠家和實驗室針筒型膠使用。可廣泛應用於醫學、生物界、化學界、藥物學界等學術研究單位應用。

## 原理
脫泡機多採取變頻式無碳刷馬達，更可準確設定馬達轉速，亦無須更換碳刷耗材，一般轉速為0~4000rpm左右。機體本身應含減震系統，方能自動調節平衡的裝置，使機內針筒型膠脫泡控制精確，達到有效脫泡效果。

## 應用
- 生物學
- 化學
- 醫學
- 藥物學
- 實驗/科學研究單位
- 電子業界針筒型膠脫泡使用